# Birkenzell (Stödtlen)
Birkenzell ist ein Dorf der Gemeinde Stödtlen im Ostalbkreis in Baden-Württemberg.

## Beschreibung
Das Dorf liegt etwa zwei Kilometer südwestlich von Stödtlen. Direkt am Südrand der Bebauung befindet sich der Hirtenbrunnen, dessen Abfluss in den Oberlauf Sonnenbach der Röhlinger Sechta fließt.
Naturräumlich liegt der Ort im Vorland der östlichen Schwäbischen Alb, genauer auf den Pfahlheim-Rattstädter Liasplatten.

## Geschichte
Die erste urkundliche Erwähnung findet der Ort als „Birkenzelle“ um das Jahr 1337, als das Kloster Ellwangen Besitz im Ort hatte. Im 14. Jahrhundert waren Dinkelsbühler Familien begütert und seit 1495 die Deutschordenskommende Nürnberg. Seit dem 16. Jahrhundert war die hohe Obrigkeit bei der Fürstpropstei Ellwangen.